# امغيلان (مطماطة)
امغيلان هي إحدى مشيخات المملكة المغربية، تتبع جغرافيا لإقليم تازة وإداريًا لمطماطة. يقدر عدد سكانها بـ 3290 نسمة حسب الإحصاء الرسمي للسكان والسكنى لسنة 2004.